# Mareanivka, Novomîkolaiivka
Mareanivka (în ucraineană Мар`янівка) este un sat în comuna Terseanka din raionul Novomîkolaiivka, regiunea Zaporijjea, Ucraina.

## Demografie
Componența lingvistică a localității Mareanivka
     Ucraineană (96,33%)
     Rusă (3,67%)
Conform recensământului din 2001, majoritatea populației localității Mareanivka era vorbitoare de ucraineană (96,33%), existând în minoritate și vorbitori de rusă (3,67%).